# 固伦和静公主
固伦和静公主（1756年8月10日—1775年2月9日），爱新觉罗氏，乾隆帝第七女，生母為孝儀純皇后魏佳氏。

## 早期生平
乾隆二十一年七月十五日寅时，出生于圆明园五福堂。
清軍西征準噶爾部蒙古時，發生撤驛之變，成衮扎布受命平叛。扭轉當時不利局勢的重要人物，一個是章嘉活佛，另一個便是策淩之子成袞扎布。同年，乾隆决定与成衮扎布、策布登扎布联姻，以“二人皆系额驸之子，谊属旧姻，今伊等办事奋勉可嘉，朕有小公主二人，伊弟兄倘有二三岁子嗣，即指为额驸”，年僅數歲的拉旺多尔济为二人唯一适龄子嗣，遂被确定为额驸。 乾隆二十三年，皇六女去世，联姻人选确定为拉旺多爾濟和皇七女。。
乾隆二十八年（1764年）四月二十八日，忻贵妃戴佳氏难产而死，七公主与忻贵妃的女儿八公主赴京郊的静安庄一起为忻贵妃穿孝。
乾隆二十九年正月初七日，乾隆帝支给拉旺多尔济十年俸银，交由内务府大臣开设当铺以赚取利息，本利银一万七千一百四十七両，一年可赚二千両，当时七公主只有九岁。
乾隆三十一年，额驸被送到京城养育。額駙之父成衮扎布亦请求让京城策凌王府的姨娘，经常进内给年幼的公主请安，把公主的健康状况汇报给他聽。根据奏折显示，額驸之父经常派这位姨娘进宫，给七公主送一些表达心意的私人礼物，如乌梁海盛产的貂皮、狐狸皮等。
乾隆三十五年 (1770年) 正月，七公主被加恩封為固倫和靜公主（按制应为和硕公主），但实际待遇远不及嫡姐固倫和敬公主，大部分仍为和硕公主待遇，和静公主年俸仅为四百两，和敬公主为一千两。闰五月二十日，乾隆帝曾让不耐暑热的七额驸拉旺多尔济，到張家口外之牧場避暑。公主府规格，修缮费用，妆奁中的当铺，额外赏赐等皆远低于和敬公主。同年七月初四日，和静固伦公主下嫁的前二十天左右，乾隆帝前往还在修建的七公主府，巡视女儿未来的府邸。七公主府的前身是大臣高恒在宝钞胡同的府邸，後改建为公主府。修建公主府的花费八千余两，远远低于嫡姐和敬公主的两万多两。此外，公主府没有建成，所以乾隆将熙春园赐给固伦和静公主居住。历时三年的熙春园修葺工程完成後，乾隆帝特许其住进这个御园里。

## 婚後生活
及後，正式下嫁蒙古超勇親王策棱之孫拉旺多尔济（策棱所娶為康熙帝的十女固倫純愨公主)。固倫和靜公主下嫁時，七月二十一日于正大光明殿行初定禮，其婚礼用酒远远少于乾隆朝此前出嫁的几位公主。
乾隆三十六年三月二十四日，起程前往塔米尔為成袞扎布之福晉吊丧。原擬該年正月初十日起程，惟喀爾喀地方甚冷，又正值春季，恐公主去時遇風雪亦無處可避而延遲出發。六月初十日，和靜公主從自塔米爾返回京城。公主返回時，去了避暑山莊請皇太后萬安。
乾隆三十六年六月，護軍校常齡因公主不在京城而拖欠和靜公主每日食物的折價銀兩，共白銀九十二兩五錢。因此，常齡被革職，交由總管內務府審訊。長史侉塞是管理公主府錢糧事務之人，平日未能稽查防範，令常齡擅將分例銀兩侵用而被罰俸一年。八月十一日，拉旺多尔济之父将军成衮扎布病故。和静公主留在避暑山庄，然后随皇太后回了北京，没有同额驸一起去塔米尔。乾隆帝曾下谕让公主明年再前往塔米尔，可公主还是没去成，只在京城穿孝盡禮。
乾隆三十五，三十六年額駙父母相继去世，驸马远赴蒙古奔丧，为父母守孝，与和静公主分居两地。乾隆帝下圣旨劝诫額駙，不許有争竞家产的粗鄙行为，否則只会贻笑大方。因此，已命人秉公分配家產。驸马的兄弟德楞多尔济已经分家，而另外两个兄弟都出家做了喇嘛，不用分配家產，剩下的财产大部分都给予額駙。
乾隆三十八年十二月二十日，豫妃博爾濟吉特氏薨逝，已出嫁的七公主及七额驸拉旺多尔济为其穿孝。
乾隆四十年 (1775年) 正月初十日去世，年僅二十歲。和靜公主去世後的喪葬禮儀，建造和静公主园寝工程约估工料為一万四千三百十一两，此费用和园寝规制低于十五年前去世的乾隆养女和硕和婉公主。
和静公主葬于东直门外此所辟园寝之地，固伦额驸拉旺多尔济死后与公主合葬。此坟在今北京朝阳区东直门外将台乡大程各庄村东。此后，其嗣孙车登巴咱尔、嗣曾孙达尔玛两代皇家额驸与家属，也均葬于此墓地。

## 御制诗
- 藩屏世泽效劻勷，重见秦台引；畏侮和亲鄙娄敬，费奢昵爱笑同昌。结缡戒勿恃尊贵，就邸勉教孝舅嫜。嘉宴聊因循典则，无须兰省赋催妆。

- 诗中有註：“成衮扎卜之父超勇亲王策棱在皇祖时尚大长公主为额驸，今拉旺多尔济复尚主，世承恩泽，蒙古中罕有。”

## 影视作品
- 電視劇

| 年份 | 劇名     | 演員   | 剧中姓名      | 劇中稱謂 |
| 2018 | 如懿傳   | 金子琦 | 愛新覺羅·璟妧 | 七公主   |
| 2019 | 金枝玉葉 | 王鶴潤 | 愛新覺羅·昭華 | 昭華公主 |